# Victor Johnson

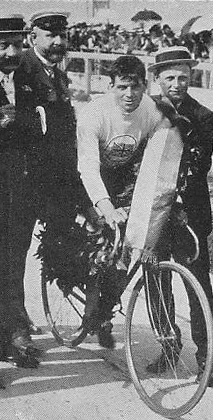
Victor Johnson (1908)

Victor Louis Johnson (* 10. Mai 1883 in Aston Manor, Warwickshire; † 23. Juni 1951 in Sutton Coldfield) war ein britischer Radrennfahrer, der bei den Olympischen Sommerspielen 1908 in verschiedenen Disziplinen des Bahnradsports erfolgreich teilnahm und die Amateurweltmeisterschaft 1908 in Leipzig auf der Sprintstrecke gewann.
Der Sohn des Fahrradmechanikers John T. Johnson arbeitete als Zimmermann und gewann bei den Olympischen Spielen in London 1908 die Goldmedaille im Wettbewerb über 660 Yards (d. h. eine Runde = 603,491 m) in 51,2 s im White City Stadium.
Er war ebenfalls Finalteilnehmer im 1000-Meter-Rennen, schied aber dort ebenso wie sein Landsmann Clarence Kingsbury mit einem Reifenschaden vorzeitig aus. Dem Sieger, dem Franzosen Maurice Schilles und dem Zweitplatzierten, Benjamin Jones, brachte das Rennen jedoch keine Medaille ein, da es wegen Überschreiten des Zeitlimits von 105 Sekunden nicht gewertet wurde.
Bereits im vorolympischen Jahr hatte Johnson eine gute Form bewiesen, als er 24 von 72 Rennen für sich entscheiden konnte und in weiteren 18 Rennen zu den Platzierten gehörte.
Der Zensus von 1901 dokumentierte, dass Johnson damals in 22. Station Road, Erdington, Warwickshire lebte und seinen oben genannten Beruf ausübte. Über den weiteren Verlauf seiner sportlichen Karriere und seines Lebens nach seinen sportlichen Erfolgen ist nichts bekannt.

## Einzelbelege
1. ↑  120 Jahre Bund Deutscher Radfahrer – 120 Jahre Radsport in Leipzig (Memento vom 10. September 2012 im Webarchiv archive.today)
2. ↑  Cycling – Men's Sprint u. www.times-olympics.co.uk (Memento vom 29. Juni 2011 im Webarchiv archive.today)
3. ↑  1901 census – 22 Station Road, Erdington, Warwickshire, RG 13/2876, page 3 of 41; England & Wales Birth Index, Apr/Jun quarter 1883, Victor Louis Johnson, Aston registration district, volume 6d, page 435; England & Wales Death Index, Apr/Jun quarter 1951, Victor L. Johnson, aged 68, Sutton Coldfield registration district, volume 9c, page 923

| Personendaten    | Personendaten                                     |
| ---------------- | ------------------------------------------------- |
| NAME             | Johnson, Victor                                   |
| ALTERNATIVNAMEN  | Johnson, Victor Louis (vollständiger Name)        |
| KURZBESCHREIBUNG | britischer Bahnradrennfahrer und Olympiasieger    |
| GEBURTSDATUM     | 10. Mai 1883                                      |
| GEBURTSORT       | Aston Manor, Warwickshire, Vereinigtes Königreich |
| STERBEDATUM      | 23. Juni 1951                                     |
| STERBEORT        | Sutton Coldfield                                  |